# Ranilug
Ranilug en serbe latin et Ranillug en albanais (en serbe cyrillique : Ранилуг) est une localité du Kosovo située dans le district de Gjilan/Gnjilane (Kosovo) ou district de Kosovo-Pomoravlje (Serbie). Selon le recensement kosovar de 2011, elle compte 844 habitants,, dont une majorité de Serbes.
Selon le découpage administratif kosovar, elle est le centre administratif d'une commune qui porte son nom et qui compte 3 232 habitants ; selon la Serbie, elle est une localité rattachée à la commune/municipalité de Kamenicë/Kosovska Kamenica. L'ensemble constitue une enclave serbe au Kosovo.

## Localités
Du point de vue kosovar, la commune de Ranilug/Ranillug est constituée des localités suivantes :
- Boževce/Bozhec
- Domorovce/Domoroc
- Drenovce/Drenoc
- Glogovce/Gllogoc
- Odevce/Hodec
- Gornje Korminjane/Kormnjan i Epërm
- Donje Korminjane/Kormnjan i Poshtëm
- Pančelo/Pançellë
- Rajanovce/Rajnoc
- Ranilug/Ranillug
- Malo Ropotovo/Ropotovë e Vogël
- Veliko Ropotovo/Ropotovë e Madhe
- Tomance/Tomanc

## Démographie

### Évolution historique de la population dans la localité
| 1948 | 1953  | 1961  | 1971 | 1981 | 1991 | 2011 |
| ---- | ----- | ----- | ---- | ---- | ---- | ---- |
| 975  | 1 062 | 1 175 | 973  | 977  | 894  | 844  |

|  |

## Politique
Aux élections de 2009, les 15 sièges de l'assemblée municipale se répartissaient de la manière suivante :
| Parti                                                        | Sièges |
| ------------------------------------------------------------ | ------ |
| Initiative citoyenne pour la municipalité de Ranilug (GIZOR) | 11     |
| Parti serbe du Kosovo et Métochie (SKMS)                     | 4      |

Gradimir Mikić, membre de la GIZOR, a été élu maire de la commune/municipalité.